# Tandy Corporation

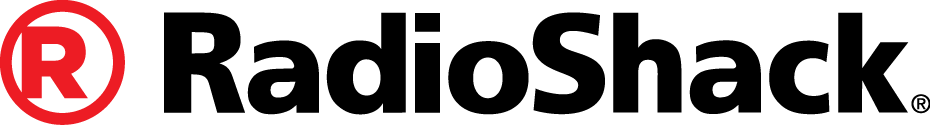

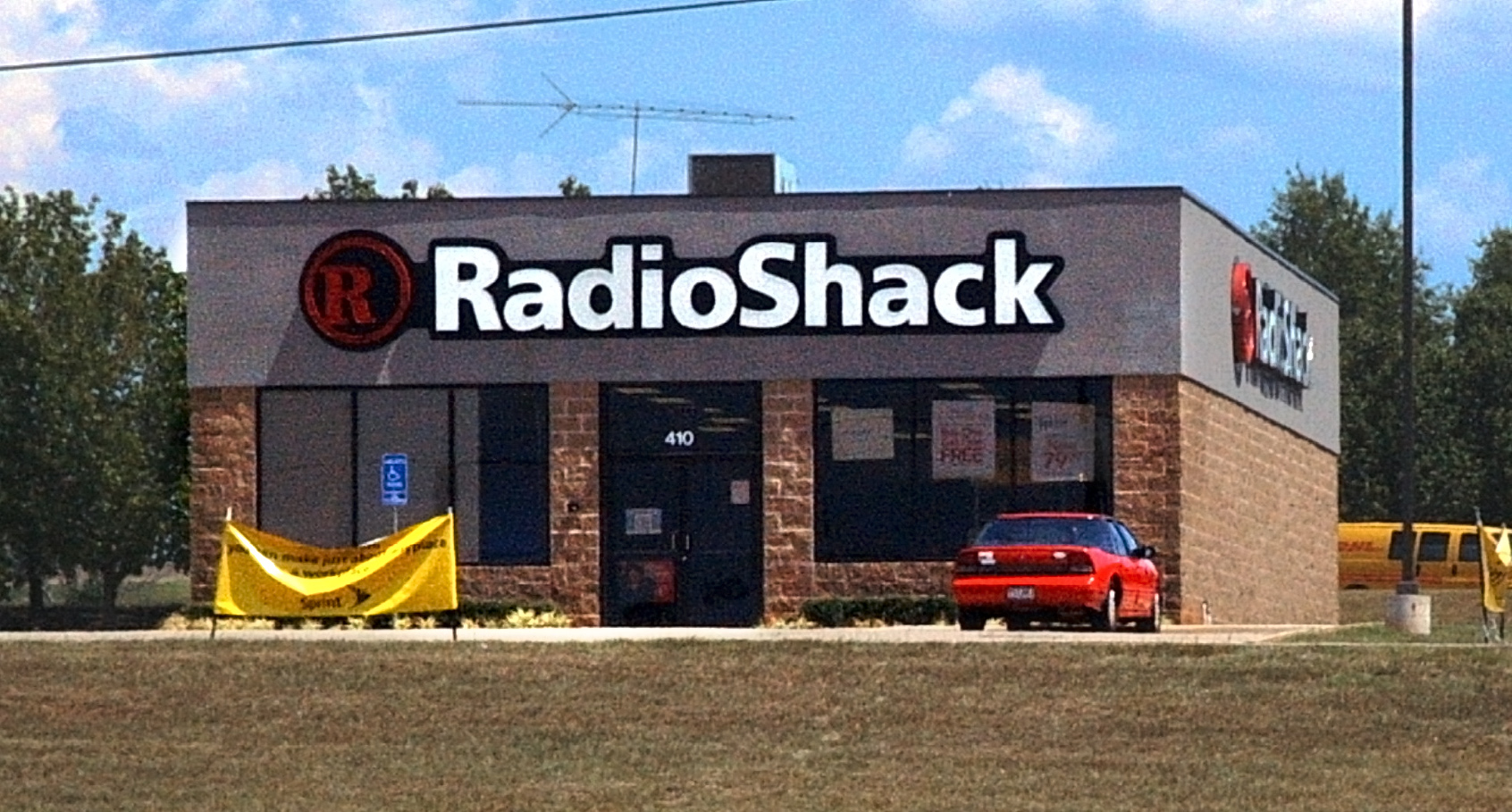

Tandy Corporation fue una empresa familiar estadounidense fundada en 1919, que producía artículos de cuero en Fort Worth, Texas, y que obtuvo un mayor reconocimiento al adquirir y dar su nombre a la RadioShack Corporation de Cambridge en 1963. Dentro de la informática se la conoció por su modelo Tandy 1000  de la década de los 80.
El nombre Tandy fue abandonado en mayo de 2000, cuando RadioShack Corporation pasó a ser el nombre oficial de la compañía, con excepción del Reino Unido, donde el nombre "Tandy RadioShack" (aún está en uso).